# タミー・ストロナッハ

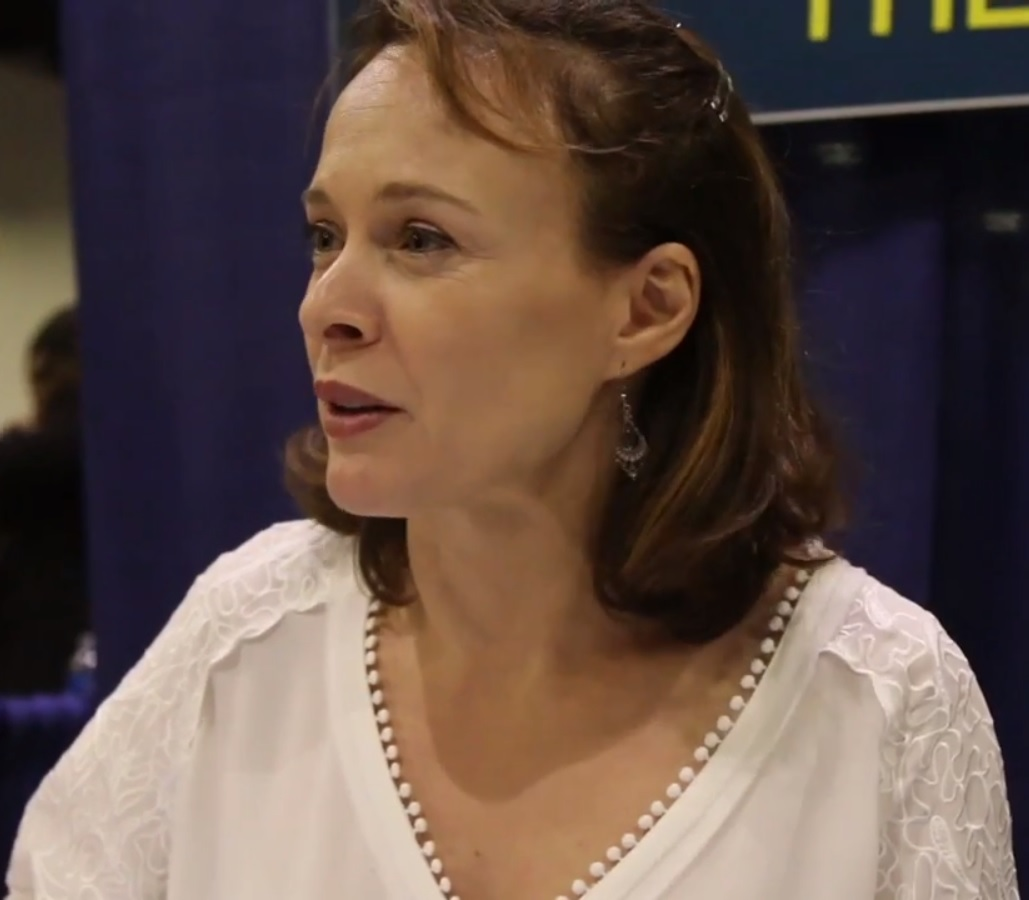

タミー・ストロナッハ（Tami Stronach 本名：Tamara Stronach 1972年7月31日 - ）は、イラン・テヘラン生まれのダンサー・振り付け師及び女優。
父親は古代ペルシアを専門とするイギリス（スコットランド）人考古学者で、カリフォルニア大学バークレー校教授。母はイスラエル人で同じく考古学者。父親がテヘランにあるイギリス考古学研究所の所長を務めていたためイランで生まれ育ったが、1978年にイラン革命が勃発したため、家族で脱出した。1980年、父の仕事の関係で渡米しアリゾナ州ツーソンに住んだ。
子供の頃からダンスを習っており、子役として舞台で活躍。児童演劇学校でスカウトされて映画『ネバーエンディング・ストーリー』に幼ごころの君役で出演、可憐な美しさで大評判となった。
しかし、両親が芸能界入りに反対したため、その後映画出演はせず、引退。1996年から、ダンスグループ"Neta Dance Company"に参加。以降、ダンサー・振り付け師として幅広く活躍している。
2010年に結婚、2011年1月に娘を出産した。